# Douwe Dabbert
Douwe Dabbert is een Nederlandse stripreeks rond een dwerg met een magische knapzak. De strip is gemaakt door tekenaar Piet Wijn (1929-2010) en scenarist Thom Roep (1952). 
Douwe Dabbert beleeft allerlei vreemde avonturen, vaak met bovennatuurlijke wezens. Hij heeft een toverknapzak waarmee hij zichzelf uit de meest benarde posities kan redden, omdat er bijna altijd dingen in zitten die hem uit de brand helpen als dat nodig is. 

## Geschiedenis
De tekenaar Piet Wijn werd in 1974 benaderd door Thom Roep, die op dat moment scenarist en redactioneel medewerker was van het tijdschrift Bobo, om een sprookjesachtige illustratie te maken. De tekening die Wijn maakte werd niet gebruikt, maar Roep zag wel iets in de door Wijn getekende dwerg op die tekening. Ze besloten een eenmalig avontuur te maken rond deze figuur. Dit resulteerde in het eerste verhaal waarin Douwe Dabbert optrad, De verwende prinses. Vanuit het succes van dit verhaal ontstond de stripreeks waarin Douwe Dabbert de hoofdrol kreeg. De tekenstijl is realistisch, gedetailleerd, kleurrijk, historiserend en met veel natuur.
De meeste verhalen uit de reeks hebben vanaf 1975 tot 2001 in het weekblad Donald Duck gestaan, veelal als vervolgverhalen, enkele korte verhalen zijn daarnaast in één keer in het weekblad gepubliceerd. Naast de verhalen zelf zijn in Donald Duck met grote regelmaat aankondigingen verschenen. 
Douwe heeft ook gefigureerd in diverse prijsvragen en hij verscheen soms in reclamecampagnes van bedrijven.
Er zijn in het totaal 23 stripalbums verschenen in de reeks. Het laatste deel, De wonderlijke raamvertelling, werd vanwege Piet Wijns inmiddels slechte gezondheid gedeeltelijk getekend door Dick Matena.

## Verhaallijnen
In welke historische periode de verhalen zich precies afspelen is niet altijd even duidelijk. In de meeste verhalen lijkt het de 17e of 18e eeuw te zijn, maar soms ook de middeleeuwen (zoals in Florijn de flierefluiter). 
In een aantal verhalen krijgt Douwe Dabbert te maken met sprookjesfiguren zoals heksen en tovenaars. Dan weer bevat een verhaal wat meer realistische elementen, zoals de West-Indische Compagnie (die een rol speelt in  De weg naar west en De zee naar zuid).
De poort naar oost (albumnr. 4), De schacht naar noord (albumnr. 6), De weg naar west (albumnr. 7) en De zee naar zuid (albumnr. 8) vormen min of meer één doorlopende verhaallijn, net als een deel van de latere verhalen rond de tovenaarskinderen Pief, Kijfje en Domoli. 
Veel verhalen zijn zowel avontuurlijk als educatief, omdat, behalve de gebeurtenissen, vaak ook te zien is hoe men leefde in voorbije eeuwen. Dat gaat van bijvoorbeeld boerenleven en Eskimo's tot bekende onderwerpen uit de geschiedenis, zoals slavernij, boekaniers, de oorlog met Spanje, piraten, en de West-Indische Compagnie.

## Belangrijke en/of terugkerende personages

### Douwe Dabbert
Douwe Dabbert, de hoofdrolspeler, is een klein kabouterachtig mannetje. Hij heeft een toverknapzak geërfd van zijn grootvader, die zoals Douwe het zelf zegt 'een beetje toveren kon.' De knapzak bevat altijd net datgene wat Douwe nodig heeft, maar wanneer een ander de zak doorzoekt is deze doorgaans leeg, of bevat hij zaken als modder en zand. Douwe is een soort landloper, en heeft dus geen vaste woonplaats. Maar omdat hij een goed mens is, is hij een graag geziene gast. Hij beloont die gastvrijheid met geld of zeldzame artikelen die hij uit zijn knapzak haalt.

### Prinses Pauline
Deze prinses komt alleen in het eerste verhaal voor. Aanvankelijk speelt zij even de hoofdrol, die vervolgens naar Douwe Dabbert gaat. Later komt ze terug in een van de vertellingen in het laatste album.

### Ludo Lafhart
Dit is een "deftige" schurk met zwarte golvende haren en een sikje. In twee verhalen bewoont hij een kasteel, maar het is onduidelijk of hij van adel is. Zijn doel is vooral om met behulp van gemene streken zo snel mogelijk rijk te worden. 
Samen met zijn nogal onhandige knecht Knudde komt hij voor in drie verhalen: De verwende prinses, Het verborgen dierenrijk en Het monster van het Mistmeer.

### Wredulia
Een kwaadaardige heks die voorkomt in De poort naar oost (1978) en De schacht naar noord (1979). Onder de vloer van haar hutje diep in het bos leidt een onderaardse grot naar de vier windstreken. 
In tegenstelling tot wat "gewoon" is bij heksen heeft Wredulia geen zwarte kat als gezelschap, maar een zwart mini-draakje dat praat en kan vliegen. Dit draakje komt vooral in De poort naar oost voor, in het tweede verhaal leeft het niet meer (het is dan opgezet).

### Dodo
Dodo heeft een belangrijke bijrol in De schacht naar noord en De weg naar west.
Terwijl Douwe in het eerste verhaal op de Noordpool is, ontmoet hij daar opmerkelijk genoeg een dodo. Hij ontdekt dat dit dier naar hetzelfde object op zoek is als hijzelf: een van de laatste overgebleven dodo-eieren. Nadat dit ei door toedoen van Wredulia verloren gaat, besluit Douwe om in de Caraïben op zoek te gaan naar een vrouwtje voor Dodo.

### Berendsz en Knielsen
Deze twee boeven komen alleen voor in De zee naar zuid. Aan het begin van het verhaal zijn ze aangemonsterd op een Hollands vrachtschip, later muiten ze en reizen Douwe Dabbert heimelijk achterna door het Afrikaanse oerwoud.

### De tovenaarskinderen
Douwe Dabbert ontmoet Pief voor het eerst in Het flodderwerk van Pief. Pief woont in een voor gewone mensen onzichtbare wereld waar het heel gewoon is te "fliffen"; een manier van toveren waarbij door het bewegen van de vingers dingen en situaties zomaar veranderd kunnen worden. Pief heeft het fliffen nog niet erg goed onder de knie, dit tot grote ergernis van zijn vader, de tovenaar Socratof. Douwe Dabbert komt Pief in een aantal latere verhalen weer tegen.
Pief heeft ook nog een neefje en een nichtje, genaamd Domoli en Kijfje, de kinderen van zijn oom Balthasof en eveneens tovenaarskinderen. Ze zijn voor het eerst te zien in De laatste plager. Kijfje, de oudste, is een mager, sprietig, enigszins kattig maar ook redelijk slim meisje. Domoli, de jongste, is een dik jongetje dat aan weinig anders dan eten kan denken. 
Net als alle andere tovenaars hebben Pief, Kijfje en Domoli uitzonderlijk lange levens. Alle kinderen zijn reeds meerdere eeuwen oud (Pief is in zijn debuutverhaal bijvoorbeeld bijna 700), maar ze ogen en gedragen zich niet ouder dan normale kinderen van 10 à 12 jaar. 
In de albums 18 t/m 21 (vanaf De kast met duizend deuren) gaan ze tien jaar uit logeren bij bevriende tovenaars zodat ze wat volwassener kunnen worden, en moet Douwe hen ophalen. Domoli vertrekt tien jaar naar Rusland, Pief naar Japan, en Kijfje naar Amerika. Pief is na afloop inderdaad een stuk volwassener en heeft zelfs een vriendinnetje.

## Verhalen en albums
In totaal zijn er 33 verhalen van Douwe Dabbert in de Donald Duck gepubliceerd.
1. In softcover én hardcover door uitgeverij Oberon en later Big Balloon.
2. In luxe-uitvoering in cassette door uitgeverij Lekturama. Aan elke band zijn enkele bladzijden toegevoegd over de totstandkoning van de verhalen.
3. In zéér luxueuze, zeer gelimiteerde uitvoering door uitgeverij Barabas. In deze reeks verschijnen de verhalen in zwart-wit. Voor de intekenaars is bovendien Collectie Knapzak uitgebracht: eveneens alle albums in zwart-wit, maar dan op pocketformaat.
4. In softcover, hardcover én luxe-uitvoering door Uitgeverij L. De kaften zijn wat bijgewerkt en de inkleuringen zijn vernieuwd. Daarnaast zijn in elk deel van de beide hardcoverversies enkele bladzijden door Thom Roep toegevoegd met daarin achtergrondinformatie over de totstandkoming van het betreffende verhaal.

Daarnaast zijn verschillende verhalen verschenen in bloemlezingen.
| Titel                               | Aantal pagina's | Publicatie in                           | Publicatie in          | Albumpublicatie                     | Jaar van eerste druk |
| Titel                               | Aantal pagina's | Donald Duck weekblad                    | Sjosji Extra (herdruk) | Albumpublicatie                     | Jaar van eerste druk |
| ----------------------------------- | --------------- | --------------------------------------- | ---------------------- | ----------------------------------- | -------------------- |
| De verwende prinses                 | 44              | 1975-1 t/m 1975-15                      |                        | De verwende prinses                 | 1977                 |
| Het verborgen dierenrijk            | 46              | 1975-44 t/m 1976-7                      |                        | Het verborgen dierenrijk            | 1977                 |
| De valse heelmeester                | 45              | 1976-41 t/m 1977-2                      |                        | De valse heelmeester                | 1978                 |
| De poort naar oost                  | 55              | 1977-43 t/m 1978-9                      |                        | De poort naar oost                  | 1978                 |
| Het monster van het Mistmeer        | 43              | 1978-39 t/m 1979-1                      |                        | Het monster van het Mistmeer        | 1979                 |
| De schacht naar noord               | 49              | 1979-26 t/m 1979-41                     |                        | De schacht naar noord               | 1979                 |
| De weg naar west                    | 49              | 1980-13 t/m 1980-29                     |                        | De weg naar west                    | 1980                 |
| De zee naar zuid                    | 51              | 1981-13 t/m 1981-29                     |                        | De zee naar zuid                    | 1981                 |
| Florijn de flierefluiter            | 48              | 1981-53 t/m 1982-15                     |                        | Florijn de flierefluiter            | 1982                 |
| Douwe Dabberts kerstavontuur        | 10              | 1982-50 t/m 1982-52                     | 1996-26                | De laatste plager                   | 1985                 |
| De tanden van Casius Gaius          | 44              | 1983-9 t/m 1983-23                      |                        | De tanden van Casius Gaius          | 1983                 |
| Woeste Willem                       | 6               | 1983-47 t/m 1983-48                     | 1997-7                 | Op het spoor van kwade zaken        | 1988                 |
| Twee gauwdieven en een picknickmand | 6               | 1983-52 t/m 1984-1                      | 1997-11                | Op het spoor van kwade zaken        | 1988                 |
| Een scheve schaats                  | 4               | 1984-5                                  | 1997-5                 | Op het spoor van kwade zaken        | 1988                 |
| Het flodderwerk van Pief            | 41              | 1984-24 t/m 1984-37                     |                        | Het flodderwerk van Pief            | 1984                 |
| Vis-à-vis                           | 3               | 1984-45                                 |                        | Op het spoor van kwade zaken        | 1988                 |
| De laatste plager                   | 33              | 1985-19 t/m 1985-29                     |                        | De laatste plager                   | 1985                 |
| De heksen van eergisteren           | 52              | 1986-9 t/m 1986-25                      |                        | De heksen van eergisteren           | 1986                 |
| Kleren maken de man                 | 4               | 1987-43                                 | 1997-6                 | Op het spoor van kwade zaken        | 1988                 |
| De struikrovers van Koeterwaal      | 18              | 1988-26 t/m 1988-31                     | 1996-20                | Op het spoor van kwade zaken        | 1988                 |
| Het bedrog van Balthasar            | 48              | 1989-48 t/m 1990-11                     |                        | Het bedrog van Balthasar            | 1990                 |
| De dame in de lijst                 | 45              | 1990-52 t/m 1991-14                     |                        | De dame in de lijst                 | 1991                 |
| Wolven in het wilde woud            | 3               | 1991-43                                 |                        | Bombasto met het boze oog           | 1992                 |
| De poppen aan 't dansen             | 16              | 1991-52 t/m 1992-4                      | 1997-26                | Bombasto met het boze oog           | 1992                 |
| In de aap gelogeerd                 | 9               | 1992-9 t/m 1992-11                      | 1997-13                | De kast met duizend deuren          | 1993                 |
| Bombasto met het boze oog           | 27              | 1992-33 t/m 1992-41                     |                        | Bombasto met het boze oog           | 1992                 |
| De kast met duizend deuren          | 36              | 1993-17 t/m 1993-27                     |                        | De kast met duizend deuren          | 1993                 |
| Het schip van ijs                   | 45              | 1994-14 t/m 1994-22 1994-24 t/m 1994-27 |                        | Het schip van ijs                   | 1994                 |
| De zwarte kimono                    | 48              | 1995-13 t/m 1995-27                     |                        | De zwarte kimono                    | 1995                 |
| Het gemaskerde opperhoofd           | 43              | 1996-17 t/m 1996-29                     |                        | Het gemaskerde opperhoofd           | 1996                 |
| Tweeëntwintig jaar later            | 51              | 1997-16 t/m 1997-31                     |                        | Terug naar het verborgen dierenrijk | 1997                 |
| Een strenge vorst                   | 25              | 1998-1 t/m 1998-8                       |                        | De wonderlijke raamvertelling       | 2001                 |
| Stuivertje-wisselen                 | 20              | 2001-9 t/m 2001-14                      |                        | De wonderlijke raamvertelling       | 2001                 |

### Overige verhalen en illustraties
Alle verhalen die in Donald Duck zijn verschenen, zijn in de reguliere albumreeks opgenomen. Niet in Donald Duck (en ook niet in de albumreeks) verschenen de volgende miniverhalen en stroken:
- Hoe wordt een strip gemaakt - Douwe Dabbert vertelt, een verhaaltje van drie pagina’s. Dit korte verhaal is wel gepubliceerd in de boeken Leer striptekenen met: Avro Wordt Vervolgd Club en Wordt Vervolgd ‘presenteert’ (beide uit 1985).
- Hee, Douwe Dabbert, een stripstrook van drie plaatjes. Dit strookje verscheen uitsluitend in de rubriek Wordt Vervolgd van de AVRO-bode van 11 februari 1984.
- Ho! Stop!!, een door Piet Wijn getekende stripstrook van drie plaatjes als onderdeel van het verhaal Dossier Vier Dozijn, een jubileumverhaal van Agent 327. Het verhaal is gepubliceerd in Eppo Wordt Vervolgd 1986-37 en later in boekvorm onder de naam Top Secret.

Er zijn verder diverse tekstloze afbeeldingen, aankondigingen, prijsvragen etc. in Donald Duck (en elders) verschenen die eveneens de albumreeks niet allemaal gehaald hebben.

### Hommage 2023
In 2023 is het stripblad Eppo gestart met een reeks van twaalf hommageverhalen van elk vier pagina’s, vooruitlopend op Douwes vijftigste verjaardag in januari 2025. Deze verhalen zijn zoveel mogelijk in de stijl en sfeer van de originele reeks. Het gaat om de volgende verhalen:
1. De kaperbrief (Eppo 2023-6). Tekst, tekeningen en kleur Robbert Damen.
2. Patience (Eppo 2023-8). Tekst, tekeningen en kleur Fred de Heij.
3. De vijfde windrichting (Eppo 2023-11). Tekst Pascal Oost, tekeningen en kleur Wilma van den Bosch.
4. Ouwe Dabbert (Eppo 2023-13). Tekst en tekeningen Remco Polman en Wilfred Ottenheijm, kleur Sandra Vlemmix.
5. De gestolen knapzak (Eppo 2023-16). Tekst Gerard Leever, tekeningen Mathys van der Harst, kleur Lonneke Leever.
6. Gestrand gevogelte (Eppo 2023-22). Tekst, tekeningen en kleur Tim Artz.
7. Het geheim van de oude Sebastiaan (Eppo 2023-24). Tekst Lotte Roep en Bas Schuddeboom, tekeningen Maarten Gerritsen.
8. Gratis Klappen (Eppo 2024-2). Tekst Thom Roep, tekeningen Robert van der Kroft.
9. Heet onder de voeten (Eppo 2024-8). Tekst en tekeningen Jorg de Vos.
10. Ridder Ligthart (Eppo 2024-10). Tekst Rob van Bavel, tekeningen Apri Kusbiantoro.
11. Groene vingers (Eppo 2024-14). Tekst, tekeningen en kleur Gerben Valkema.
12. Een nieuw begin (Eppo 2025-12). Tekst en tekeningen Mat Wijn.

In alle gevallen staat Douwe ook prominent op de voorpagina van het betreffende nummer.
Niet alle voorgestelde verhalen hebben het uiteindelijk tot een publicatie gebracht. Zo is er o.a. (?) een synopsis geschreven met de titel Reis naar Ierland, naar een idee van René Riva (tekst) en Ralph Dikmans (tekening). Zie Uitgebreid overzicht van Douwe Dabbert.

## Vertalingen
In 1977 verscheen Douwe Dabbert voor het eerst in albumvorm - niet in Nederland, maar in Denemarken. Douwe Dabbert kreeg daar de naam "Gammelpot". De reeks is uiteindelijk in vele talen vertaald:
- Fries (Douwe Dabbert - 1 album): De bedoarne prinsesse (= De verwende prinses).
- Deens (Gammelpot - 23 albums). Diverse uitgeverijen. De recentste herdrukken zijn van uitgeverij Cobolt.
- Indonesisch (Pak Janggut - 23 albums). Illegale uitgaven.
- Spaans (Bermudillo - 8 albums). Uitgeverij Dolmen.
- Portugees (Danny Doodle - 3 albums).
- Engels (Danny Doodle / Dusty Dabbert - 2 albums).[2]
- Duits (Timpe Tampert - 3 albums).
- Pools (Daniel Dudek - 1 album).
- Zweeds (Teobald - 3 albums).
- Luxemburgs (Nicky Bommel - 1 album).